# パニックコマーシャル
『パニックコマーシャル』は、2019年12月17日にフジテレビで放送されたテレビドラマ。第31回フジテレビヤングシナリオ大賞を受賞した中村允俊の脚本によるテレビドラマ化 で、主演は赤楚衛二。

## あらすじ
発泡酒「ビアライト」のコマーシャル撮影に臨んでいたクリエイティブディレクターの新倉。クライアントの宣伝担当である藤木は新倉の才能に惚れ込み、現場も監督を始めとしたスタッフの間では期待感が膨らんでいた。しかし、そんな明るい現場をぶち壊したのが宣伝部長の石瓦であり、これまでの発泡酒のコマーシャルのコンセプトとは異なると因縁をつけ、当初予定していたコマーシャルとは全く別物の様相を呈するようになった。現場の雰囲気の険悪さを察した新倉は何とかしてとりまとめようとするが、全くといっていいほど上手くいかない。それどころかカメラが故障した挙句に、コマーシャルに出演する予定だった女性タレントが撮影を拒否。さらに険悪な空気となり現場では一旦休憩を取ることになった。宣伝部長の我がままを封じ込めることができなかったことを詫びる藤木に、新倉は自分の力の無さのせいだと返した。ビアライトを飲み始めた時、新倉は最も大切なことに気づかされた。何より大切なのは商品であるという根本的な事実を。原点に立ち返ることができた新倉はビアライトをより良く見せるためにコマーシャルを作ろうと決意し、再び現場の信頼を取り戻した。

## キャスト
新倉泰斗
演 - 赤楚衛二
広告代理店の電報堂に所属する新進気鋭のクリエイティブディレクター。
藤木優介
演 - 黒羽麻璃央
クライアント「太陽ビール」の宣伝担当。
リンカ
演 - 北原里英
「太陽ビール」のCMに出演予定の女優。
安達元彦
演 - 加治将樹
CMプロデューサー。
宮地学
演 - きづき
新倉の同僚。
雨宮晃
演 - 川島潤哉
CM監督。
庄司智子
演 - 阿南敦子
リンカのマネージャー。
石瓦剛志
演 - 田中要次
「太陽ビール」の宣伝部長。かなりの堅物で、新倉のCM企画に因縁をつける。

## スタッフ
- 原作・脚本 - 中村允俊
- プロデュース - 宋ハナ
- 演出 - 西岡和宏
- 制作著作 - フジテレビ